# ブラジルの地方行政区分
ブラジルには27州があり、ポルトガル語で Estado(s) と呼ばれ、首都であるブラジリアがある連邦直轄区も27州のひとつに含まれる。

## 歴史

### 帝政時代
1853年、1842年の反帝政運動へのサン・パウロの参加への懲罰として、サン・パウロ州 (province) の南部を分割してパラナ州とした。
ペルナンブーコ州の赤道連盟（コンフェデラソン・ド・エクアドール）への参加への懲罰として、1930年にサン・フランシスコ川左岸地区のサン・フランシスコ郡をバイア州に移管した。

### 共和政時代
1943年、ブラジルの第二次世界大戦への参戦に伴い、ヴァルガス政権は、国境に位置する戦略的に重要な6地区、すなわち、Ponta Porã、イグアス、アマパー、リオ・ブランコ、Guaporé、フェルナンド・デ・ノローニャ諸島を分離し、直轄統治することを決定した。戦後、Ponta Porã とイグアスは元に戻されたが、他の4地区は準州のまま（リオ・ブランコはロライマと、Guaporé はマレシャル・ロンドンを記念してロンドニアと改名）とされた。
1960年、新首都ブラジリアを置くため、ゴイアス州から矩形の領域が分離されて連邦直轄区とされた。同時に、それまでの連邦直轄区の領域、すなわちリオ・デ・ジャネイロとその周辺はグアナバラ州とされた。1962年、アクレ準州は州へ昇格した。
1975年、グアナバラ州はリオ・デ・ジャネイロ州に自治体（Município）として編入され、リオ・デ・ジャネイロ市が州都となった。1977年、マト・グロッソ州の南部が分離されて、カンポ・グランデ市を州都とするマト・グロッソ・ド・スル州となった。
1981年12月22日、ジョアン・フィゲイレド大統領によりポルト・ヴェーリョを州都とするロンドニア州が創立され、1982年1月4日に施行された。
ブラジル1988年憲法の区分制度は現在に連なる。
連邦直轄の準州の定義は規定に残されているが、ロライマとアマパーが州に昇格し、フェルナンド・デ・ノローニャ諸島がペルナンブーコ州に統合されたため、現在では存在しない。
同時に、ゴイアス州北部が分離されてMiracema do Norteを州都とするトカンティンス州とされた。1989年7月、州議会は州の地理的中心にパルマス市を建設するプロジェクトを承認した。

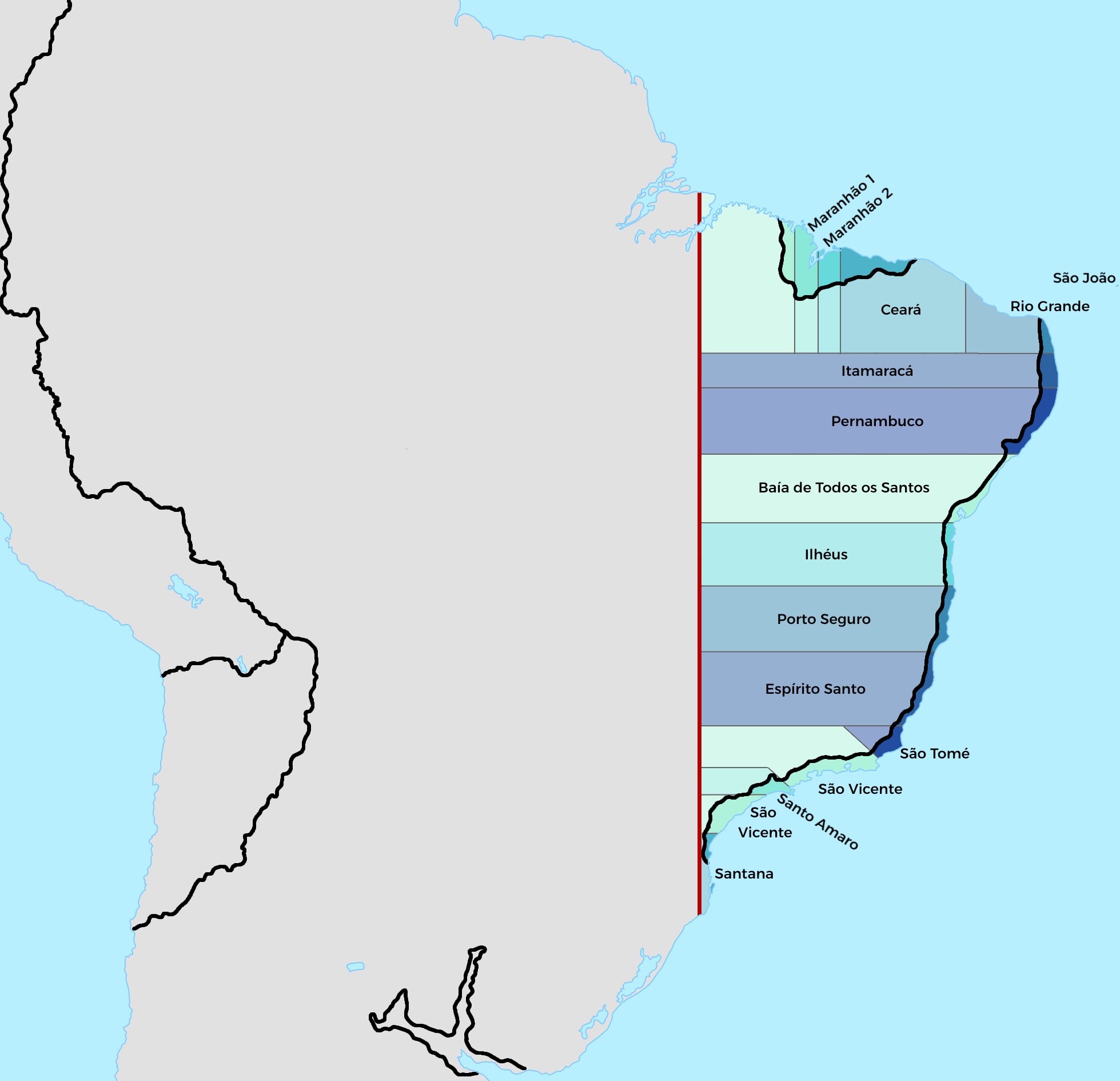
1534年 世襲カピタニア
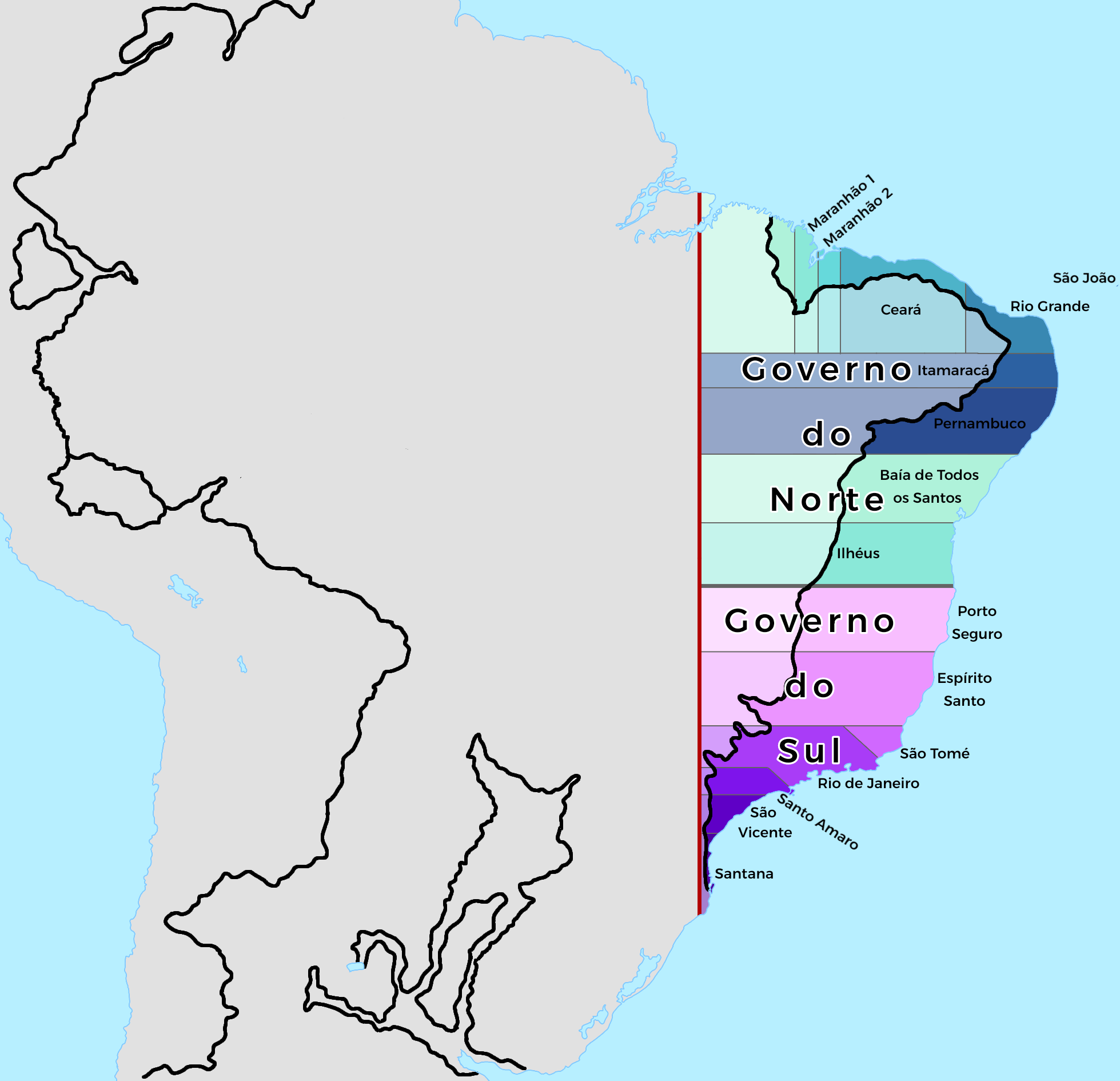
1573年 2州（estado）
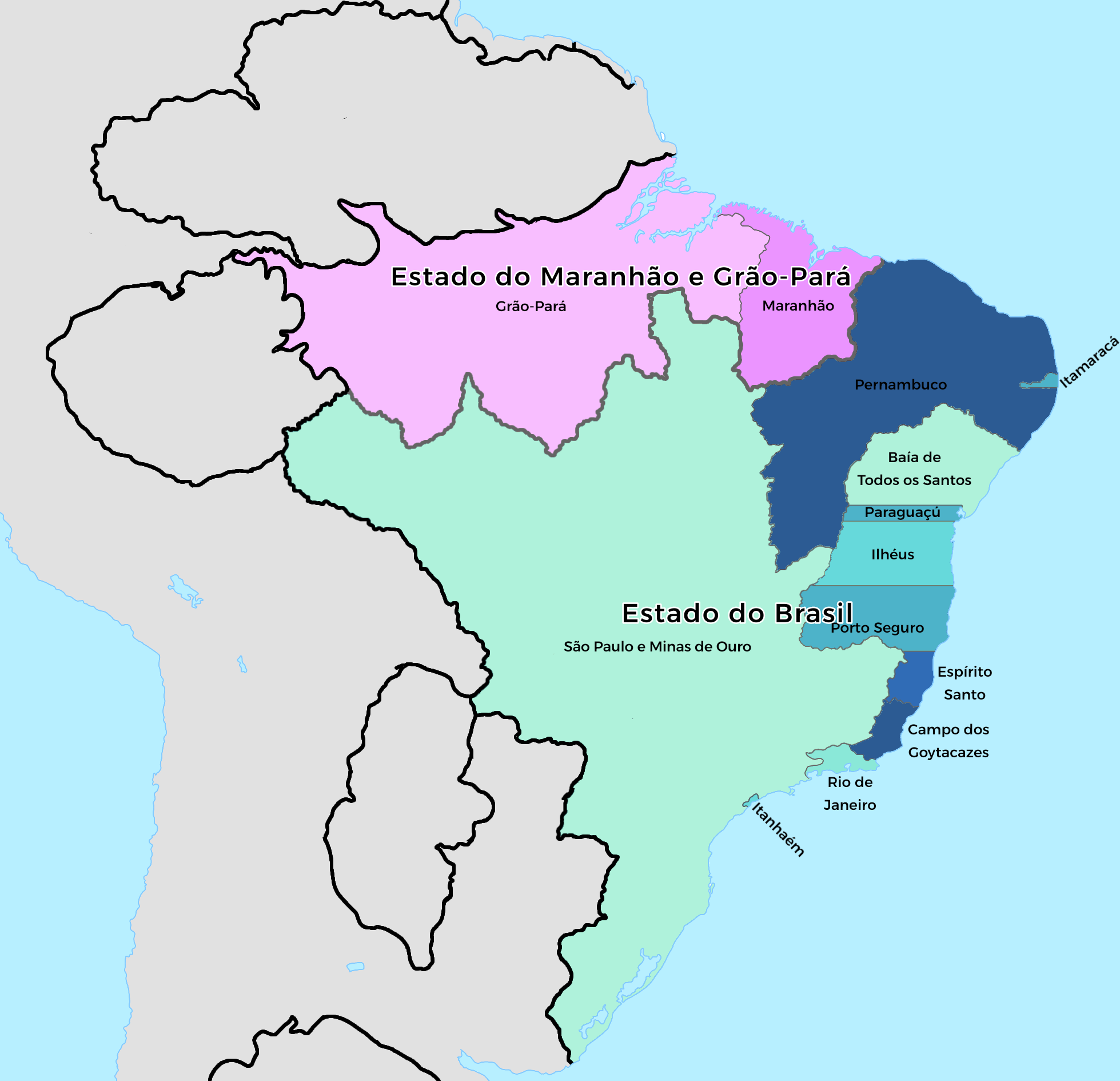
1709年 当初の7県（プロヴィンス/província）
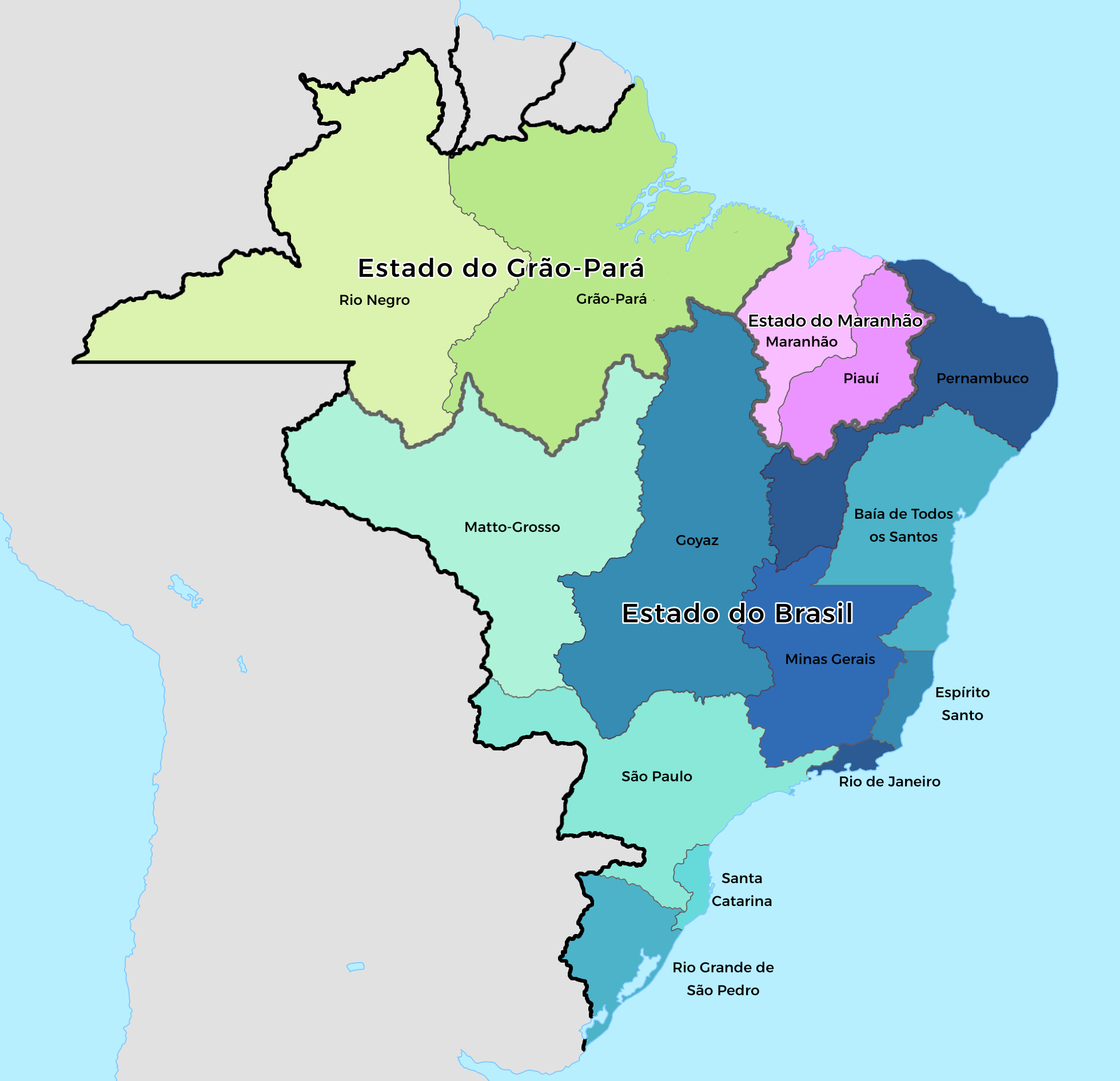
1789年 ミナスの陰謀
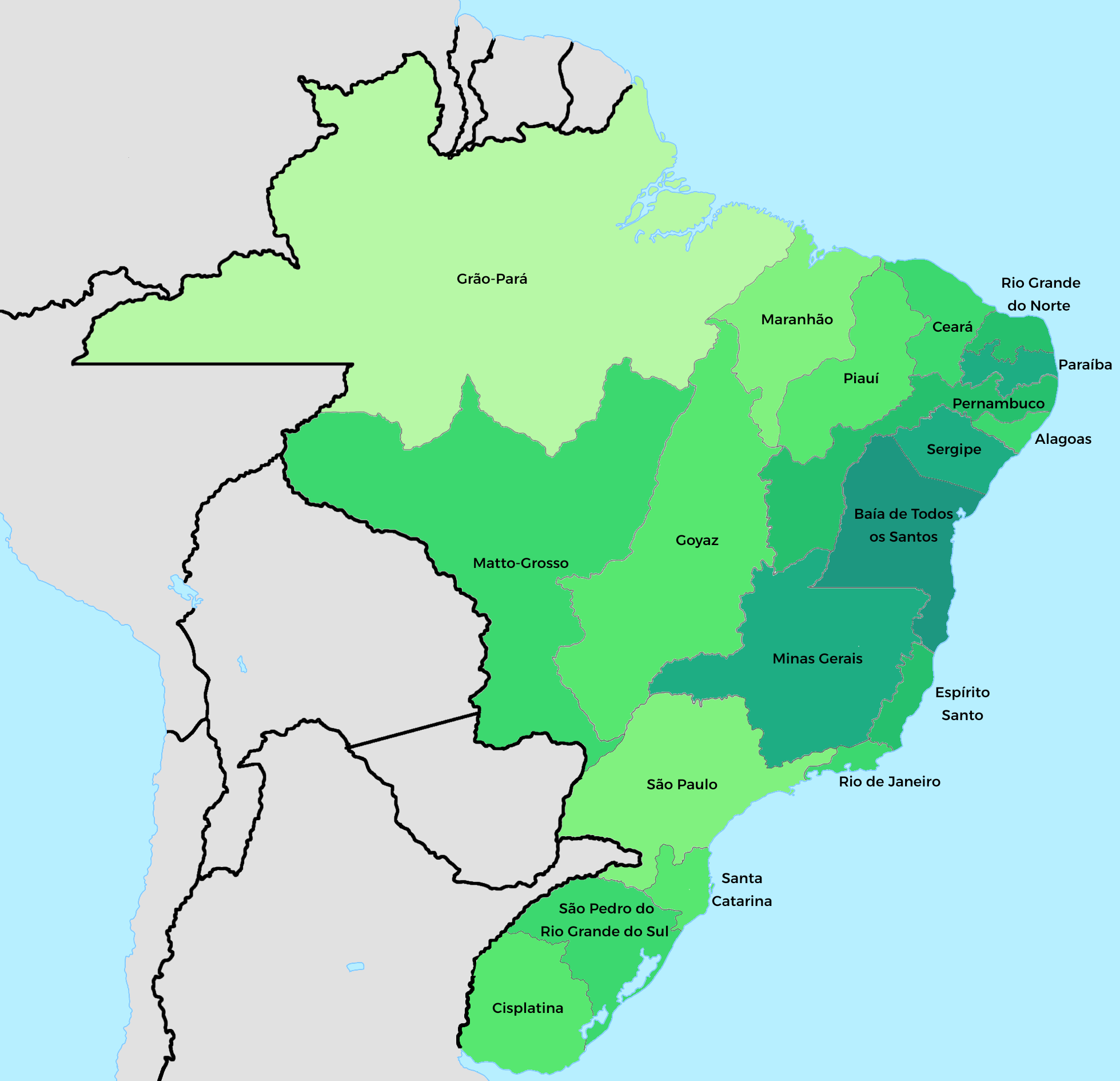
1822年 ブラジル帝国の県（província）
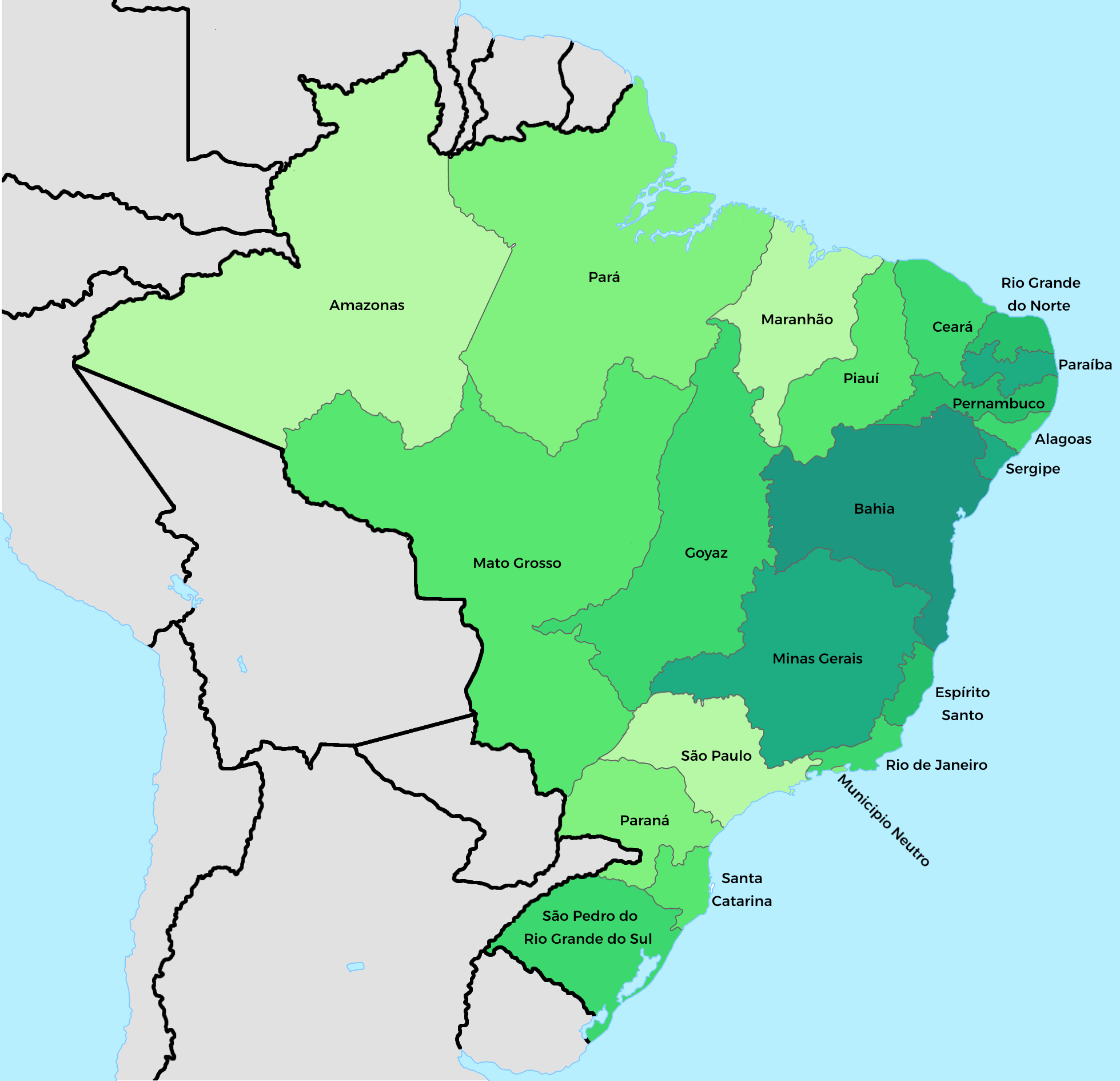
1889年 ブラジル合衆国の州
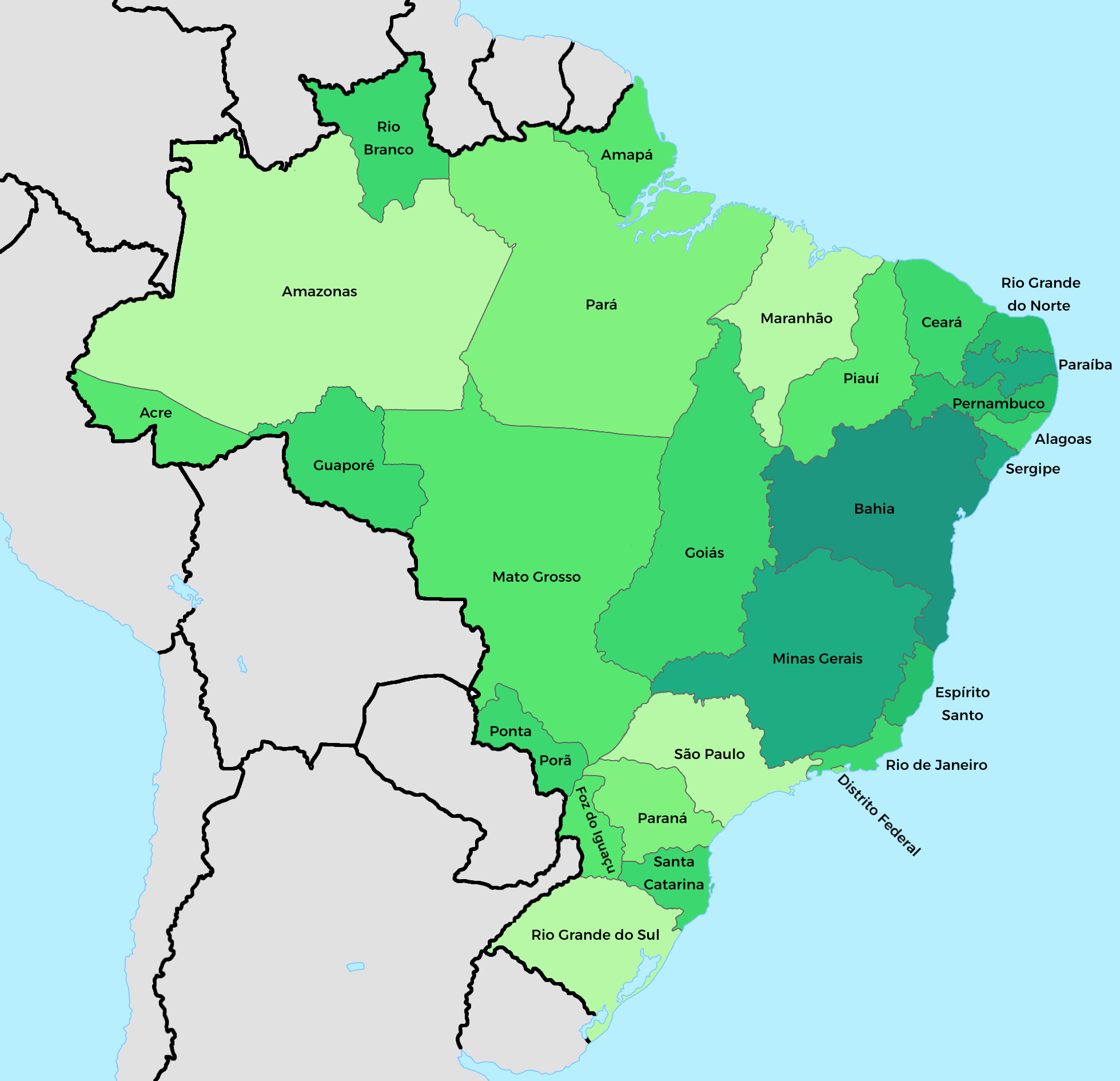
1943年 国境地区の準州
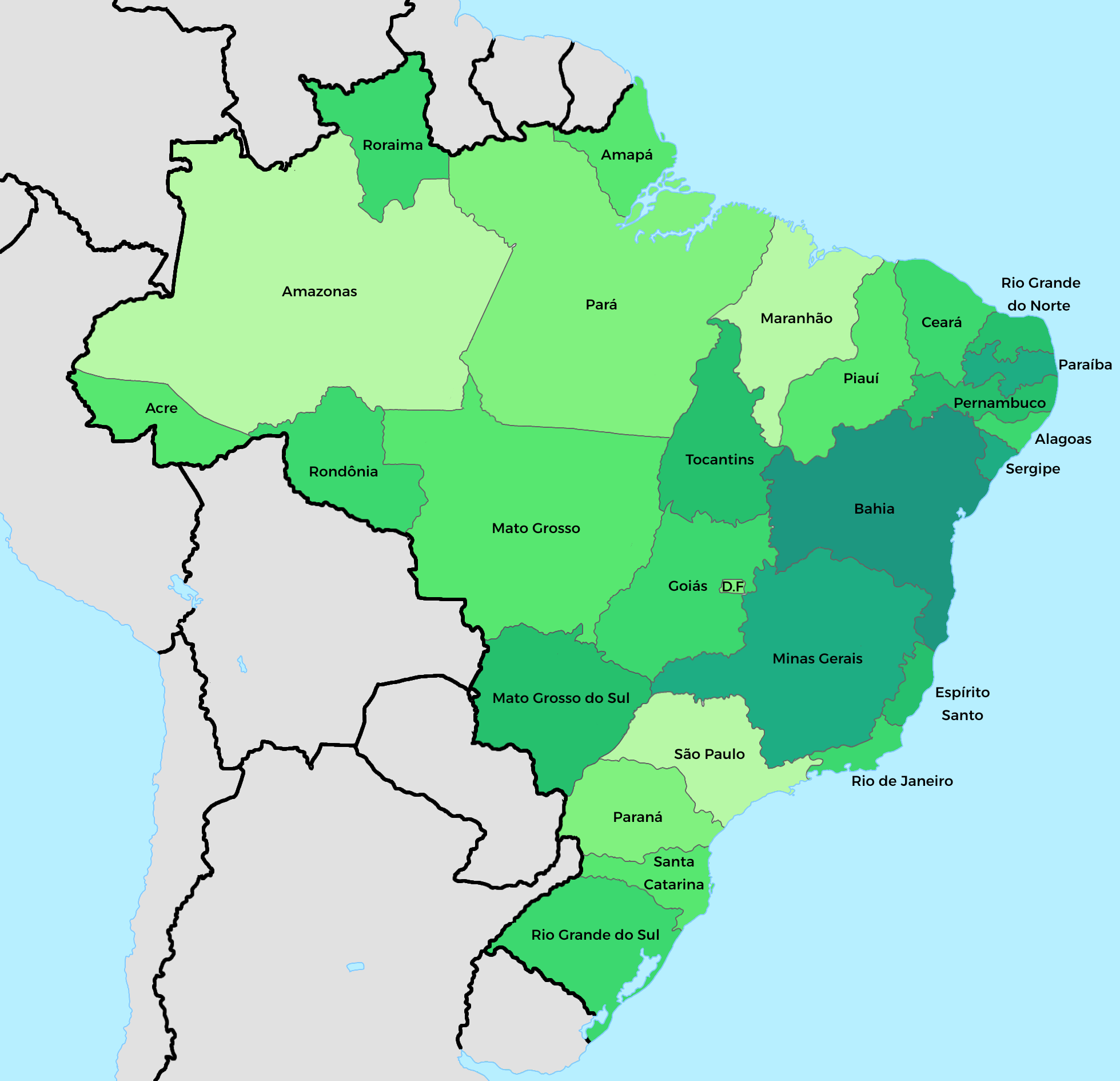
1990年 現在の連邦構成州および連邦直轄区

## 連邦自治体の一覧
27連邦自治体（26州と1連邦直轄地）は下記のとおりである。
|    | 州名                       | 略称 | 人口 （2016年） | 面積（km²） | 州都               |
| -- | -------------------------- | ---- | --------------- | ----------- | ------------------ |
| 1  | アクレ州                   | AC   | 816,687         | 153,149.9   | リオ・ブランコ     |
| 2  | アラゴアス州               | AL   | 3,358,963       | 27,933.1    | マセイオ           |
| 3  | アマパー州                 | AP   | 782,295         | 143,453.7   | マカパ             |
| 4  | アマゾナス州               | AM   | 4,001,667       | 1,577,820.2 | マナウス           |
| 5  | バイーア州                 | BA   | 15,276,566      | 567,295.5   | サルヴァドール     |
| 6  | セアラー州                 | CE   | 8,963,663       | 146,348.3   | フォルタレザ       |
| 7  | エスピリトサント州         | ES   | 3,973,697       | 46,184.1    | ヴィトーリア       |
| 8  | ゴイアス州                 | GO   | 6,695,855       | 341,289.5   | ゴイアニア         |
| 9  | マラニョン州               | MA   | 6,954,036       | 333,365.6   | サン・ルイス       |
| 10 | マットグロッソ州           | MT   | 3,305,531       | 906,806.9   | クイアバ           |
| 11 | マットグロッソ・ド・スル州 | MS   | 2,682,386       | 358,158.7   | カンポ・グランデ   |
| 12 | ミナスジェライス州         | MG   | 20,997,560      | 588,383.6   | ベロオリゾンテ     |
| 13 | パラー州                   | PA   | 8,272,724       | 1,253,164.5 | ベレン             |
| 14 | パライバ州                 | PB   | 3,999,415       | 56,584.6    | ジョアン・ペソア   |
| 15 | パラナ州                   | PR   | 11,242,720      | 199,709.1   | クリチバ           |
| 16 | ペルナンブーコ州           | PE   | 9,410,336       | 98,937.8    | レシフェ           |
| 17 | ピアウイ州                 | PI   | 3,212,180       | 252,378.6   | テレジーナ         |
| 18 | リオデジャネイロ州         | RJ   | 16,635,996      | 43,909.7    | リオデジャネイロ   |
| 19 | リオグランデ・ド・ノルテ州 | RN   | 3,474,998       | 99,818.0    | ナタール           |
| 20 | リオグランデ・ド・スル州   | RS   | 11,286,500      | 269,153.9   | ポルト・アレグレ   |
| 21 | ロンドニア州               | RO   | 1,787,279       | 238,512.8   | ポルト・ヴェーリョ |
| 22 | ロライマ州                 | RR   | 514,229         | 225,116.2   | ボア・ヴィスタ     |
| 23 | サンタカタリーナ州         | SC   | 6,910,553       | 95,442.9    | フロリアノーポリス |
| 24 | サンパウロ州               | SP   | 44,749,699      | 248,808.8   | サンパウロ         |
| 25 | セルジッペ州               | SE   | 2,265,779       | 22,050.3    | アラカジュ         |
| 26 | トカンティンス州           | TO   | 1,532,902       | 278,420.7   | パルマス           |
| 27 | 連邦直轄区                 | DF   | 2,977,216       | 5,822.1     | ブラジリア         |

## 下位行政区画
- ブラジルの基礎自治体（英語版）
- ブラジルの基礎自治体一覧（英語版）
- Administrative regions of the Federal District (Brazil)